# Língua tombulu
Tombulu, também conhecida como língua Minahasan é uma língua Austronésia da Indonésia. Faz parte das línguas Minahasan do subgrupo das línguas filipinas.
É um idioma local do povo Minahasa falado na cidade de Tomohon e nas aldeias sob a administração da cidade de Tomohon, como Rurukan, Pinaras, Kumelembuai, Woloan e Tara. Também é falado nas aldeias sob a administração da Regência Minahasa Regency nos distritos Tombulu, e Tombariri, Pineleng e em duas aldeias no distrito de Sonder, Rambunan e Sawangan..

## Vocabulário
A língua Tombulu é única entre as línguas Minahasan em sua pronúncia da letra l. Nas outras quatro línguas minahasan, a letra "l" é pronunciada como tradicionalmente, mas em Tombulu é pronunciada como o "th" da língua inglesa.
Por exemplo:  kulo  que significa "branco" seria pronunciado como kutho
| Português         | Tombulu             |  |
| ----------------- | ------------------- |  |
| Um                | Esa                 |  |
| Dois              | Zua                 |  |
| Três              | Tellu               |  |
| Quatro            | Epat                |  |
| Cinco             | Lima                |  |
| Seis              | Enem                |  |
| Sete              | Pitu                |  |
| Oito              | Wallu               |  |
| Nove              | Siou                |  |
| Dez               | Mapulu              |  |
| Onze              | Mapulu wo Esa       |  |
| Doze              | Mapulu wo Zua       |  |
| Vinte             | Zua nga pulu        |  |
| Vinte Um          | Zua nga pulu wo Esa |  |
| Sim               | Ene                 |  |
| Não               | Zei'kan             |  |
| Norte             | Amian               |  |
| Sul               | Timu                |  |
| Oeste             | Talikuran           |  |
| Leste             | Sendangan           |  |
| Mão               | Lengan              |  |
| Cabeça            | Ulu                 |  |
| Ouvido            | Lunteng             |  |
| Olho              | Weweren             |  |
| Estômago          | Po'ot               |  |
| Pé                | A'e                 |  |
| Avó               | Nene                |  |
| Avô               | Tete                |  |
| Mamãe             | Ina                 |  |
| Papai             | Ama                 |  |
| Eu                | Niaku               |  |
| Você              | Niko                |  |
| Nós               | Kai                 |  |
| Eles(as)          | Sera                |  |
| Ele, Ela          | Sia                 |  |
| Amigo(a)          | Karia               |  |
| Bpnito            | Fasung              |  |
| Fêmea             | Wewene              |  |
| Macho             | Tuama               |  |
| Crianças          | K'oki               |  |
| Professora        | Enci                |  |
| Professor         | Engku               |  |
| Mau               | Lewo                |  |
| Bom               | Le'os               |  |
| Água              | Zano                |  |
| Ducha             | Lemele              |  |
| Beber             | Melep               |  |
| Escola            | Sumikolah           |  |
| Posso ter um(a)?  | Wehane toyo         |  |
| Dar               | Wehape              |  |
| Faminto           | Ma'arem             |  |
| Cheio (Kenyang)   | Wesu                |  |
| Comer             | Kuman               |  |
| Antepasto         | Sumokol             |  |
| Peixe             | Seza                |  |
| Bom dia           | Syambae             |  |
| Boa tarde         | Tabea               |  |
| Quando            | Sawisa              |  |
| Onde              | Wisa                |  |
| Quem              | Sei                 |  |
| Ir                | Mange               |  |
| Parar             | Mento               |  |
| Sentar            | Rumemez             |  |
| Ficar em pé       | Rumendai            |  |
| Caminhar          | Lampang             |  |
| Caminhando        | Lumampang           |  |
| Vamos (!)         | Meimo               |  |
| Até então         | Teintu Mo           |  |
| Porque            | Pah'paan            |  |
| Mas               | Ta'an               |  |
| Ou                | Ka'pa               |  |
| Muito             | totoz               |  |
| Ontem             | Kawi'i              |  |
| Hoje              | N'endo              |  |
| Nesta noite       | Wengindo Mokan      |  |
| Amanhã            | Sando               |  |
| Rosto (Menghadap) | Sumaru              |  |
| Dormir            | Tekel               |  |
| Dormindo          | Tumekel             |  |
| Subir             | Sumaup              |  |
| Ascender          | Sumosor             |  |
| Descer            | Meros               |  |
| Esquerda          | Kawi-i              |  |
| Direita           | Kakan               |  |
| Deus              | Opo                 |  |
| Espírito Santo    | Aseng Lengas        |  |

### Outros exemplos
| Português                 | Tombulu           |
| ------------------------- | ----------------- |
| Como você está?           | Kura-mo?          |
| Qual o seu nome?          | Sei sia ngaranu?  |
| Aonde você está indo?     | Mange wisako?     |
| O que você está fazendo?? | Ma'kura'ko?       |
| De onde você é??          | Wisako ameye?     |
| Quem é ela?               | Sei sia?          |
| Até amanhã                | Sando mokan       |
| Quanto?                   | Pira?             |
| Posso ter um pouco?       | Wehane toyo?      |
| Obrigado                  | Makase mo         |
| Eu te amo                 | Ko'rara ateku     |
| Deus do Altíssimo         | Opo Wananatas     |
| Deus Todo-Poderoso        | Opo Wailan Wangko |

Pai Nosso:
Pai Nosso que estais no céu,
santificado seja o teu nome
Venha o teu reino.
Seja feita a tua vontade na terra, como no céu.
O pão nosso de cada dia nos dai hoje,
e perdoa-nos as nossas ofensas,
como perdoamos aqueles que transgridem contra nós,
e não nos deixe cair em tentação,
mas livrai-nos do mal.
Pois teu é o reino,
o poder,
a glória Para sempre, Amem.
Penginaléi Ama’ nai:
Ama nai im wana sorga,
Loozen nai un ngaranNu
Maye mo ung kakolanoanmu
Mamualimoma un paazmu ti kaayahaan 
mo ti sorga
Wehape nikai inendo kenu 
kanen nai takaz maawez
Wo ampunganne un sumala nai
Tanu nikai mahampung wia 
setou simala wia nikai
Wo tiakkan ipah wali 
nikai wana an pema'waa
Ta'an izoula wia nikai witu kalewo'a
Pahpaan niko uman simaka kakolanoan,
Wo ung kawasa,
wo ung kawangunan takaz kauze-uze na, Ulit

## Status
A língua Tombulu está em necessidade crítica de revitalização. Não vwm sendo falada como primeira língua em áreas altamente populosas, como Tomohon, Pineleng e Tanawangko. Aldeias tradicionalmente de língua tombulu, como Woloan, Tara-Tara, Lolah e Lemoh, não a falam tanto hoje. O Conselho de Educação do governo indonésio não ofereceu nenhuma ajuda ao idioma tombulu ou a outros idiomas locais em declínio. É responsável pela remoção do Muatan Lokal do currículo diário de todas as escolas de todo o país nos últimos anos. Muatan Lokal, se disponível, é uma aula diária que a maioria das províncias da Indonésia usa para ensinar sua nova geração os idiomas locais.
Tombulu ainda é falado em aldeias como Kayawu, Rurukan, Kumelembuai, Pinaras, Masarang, Suluan, Kembes, Tombuluan, Rumengkor, Kali, Tondangow, Sawangan e Rambunan até pelas crianças. Uma vez por mês, é usado em sermões em todas as igrejas locais.
No início de 2013, um dicionário indonésio-tombulu foi lançado pela primeira vez. Uma versão da Bíblia do Novo Testamento na língua Tombulu foi lançada em novembro de 2018.